# Lego Harry Potter: Años 5-7
Lego Harry Potter: Años 5-7 es un videojuego de la franquicia de videojuegos de Lego desarrollado por Traveller's Tales y publicado por Warner Bros. Salió a la venta el 11 de noviembre de 2011 en América y el 18 del mismo mes en Europa. Está basado en los tres últimos libros y las cuatro últimas películas de la serie de Harry Potter: Harry Potter y la Orden del Fénix, Harry Potter y el Misterio del Príncipe, Harry Potter y las Reliquias de la Muerte: parte 1 y Harry Potter y las Reliquias de la Muerte: parte 2 y es la continuación de Lego Harry Potter: Años 1-4.
El videojuego fue lanzado para las consolas Nintendo DS, Nintendo 3DS, Nintendo Switch, PlayStation Portable, PlayStation Vita, PlayStation 3, PlayStation 4, Wii, Xbox 360, Xbox One y para Android, iOS, Windows y Mac OS X. Al igual que su antecesor, Las versiones de Nintendo DS, 3DS y PSP  tienen cambios en los gráficos, modalidad de juego y niveles.